# Megachile minutissima
Megachile minutissima är en biart som beskrevs av Radoszkowski 1876. Megachile minutissima ingår i släktet tapetserarbin, och familjen buksamlarbin. Inga underarter finns listade i Catalogue of Life.